# SN-38
SN-38は抗腫瘍効果を有する化合物である。 これはイリノテカンの活性代謝物（カンプトテシン類縁物質 - トポイソメラーゼI阻害剤）であり、イリノテカン自体の1000倍の活性を持つ。In vitro 細胞毒性試験の結果を見ると、SN-38の効力はイリノテカンと比較して2倍から2000倍まで変動する。
SN-38は、カルボキシルエステラーゼによるイリノテカンの加水分解により形成され、UGT1A1によるグルクロン酸抱合により代謝される。
SN-38の代謝不良に繋がるUGT1A1の変異は白人の約10％に存在し、SN-38グルクロニドの形で体から排泄されにくいため、イリノテカンの毒性が上昇する。
SN-38とそのグルクロニドは、胆汁と腸に排泄される。イリノテカンを投与された患者の約25％が経験する下痢および骨髄抑制の症状を引き起こす。
更に、腸管内でSN-38が脱抱合されて再度吸収され腸肝循環するので、下痢が重篤化し易い。